# 39

39(삼십구)는 38보다 크고 40보다 작은 자연수다.

## 수학
- 합성수로, 그 약수는 1, 3, 13, 39다. 진약수의 합은 17이므로, 39는 부족수다.
  - 15번째 반소수다. 앞의 반소수는 38, 다음 반소수는 46이다.
- 3번째 십사각수다. 앞의 십사각수는 14, 다음은 76이다.
- {\displaystyle 39=5+12+22}
  - 연속하는 세 오각수의 합으로 나타낼 수 있는 수다. 이 성질을 지닌 앞의 수는 18, 다음 수는 69다.
- {\displaystyle 39=3+5+7+11+13}
  - 연속하는 소수(素數) 5개의 합으로 나타낼 수 있는 수다. 이 성질을 지닌 앞의 수는 28, 다음 수는 53이다.

## 과학·기술
- 이트륨(Y)의 원자번호.
- NGC 39: 안드로메다자리 방향에 있는 나선은하.
- 코드 39: 가변 길이의 개별 바코드.

## 교통
- 고속도로
  - 유럽 고속도로 39호선(영어판): 노르웨이 클레트(영어판)에서 덴마크 올보르까지 이어지는 유럽 고속도로.
  - 아우토반 39호선(영어판, 독일어판): 독일의 고속도로
- 국도 제39호선
  - 국도 제39호선: 충청남도 부여군 은산면에서 경기도 의정부시 가능동까지 이어지는 대한민국의 국도.
  - 이란 39번 국도
  - 일본 39번 국도: 홋카이도 아사히카와시에서 아바시리시까지 이어지는 일본의 국도.
- 기타 도로
  - 39번 국가지원지방도: 경기도 양주시 장흥면 부곡리에서 동두천시 동두천동까지 이어지는 대한민국의 국가지원지방도.
  - 현도 제39호선

## 군사
- U-39: 독일의 군용 잠수함. 제1차 세계 대전에 사용된 1914년제 모델(영어판)과 제2차 세계 대전에 사용된 1938년제 모델(영어판)이 있다.

## 문화유산
- 대한민국의 국보 제39호: 경주 나원리 오층석탑
- 대한민국의 보물 제39호: 남원 실상사 증각대사탑비
- 대한민국의 사적 제39호: 경주노서리고분군 (해제)[a]

## 방송
- 스카이라이프의 엠넷 채널 번호.
- 지니 TV의 JTBC2 채널 번호.[1]
- B tv의 수도권 지역 현대홈쇼핑플러스샵 채널 번호.
- U+ TV의 ENA 채널 번호.
- B tv 케이블의 K스타 채널 번호.

## 작품
- 드라마
  - 《서른, 아홉》(2022): 대한민국의 로맨스 드라마.
- 음악
  - 〈'39〉: 영국의 록 밴드 퀸의 곡. (1975년 11월 21일 출시)
  - 《39》: 킨키 키즈의 컴필레이션 음반. (2007년 7월 18일 출시)

## 기타
- 날짜: 3월 9일
- 연도: 39년, 기원전 39년
- 성경의 구약전서는 총 39권이다.
- 일본어에서 숫자 39의 고로아와세
  - 일본어로 3이 ‘미’, 9가 ‘쿠’라서 하츠네 미쿠를 나타내는 데 쓰이기도 한다.
  - 일본어로 39의 발음이 ‘さん’(3·산), ‘きゅ’(9·큐) 이기 때문에 ‘Thank You’라는 뜻으로도 쓰인다. (실제 발음은 ‘상큐’에 가깝다.)